# Piñeyro
Piñeiro es una localidad del partido de Avellaneda en la zona sur del Gran Buenos Aires, provincia de Buenos Aires en Argentina.

## Historia
Se toma como fecha de fundación de la localidad el 10 de abril de 1893, cuando Trinidad Piñeiro presentó los planos para la urbanización de las antiguas tierras de su hermano Felipe Piñeiro ante la Municipalidad de Barracas al Sud (hoy Avellaneda).

## Geografía

### Población y ubicación
Cuenta con 26,979 habitantes (Indec, 2001). Limita con la Ciudad de Buenos Aires por el Riachuelo, con Avellaneda por las vías del F.C.G.R. (formando parte de este límite la estación Kosteki y Santillán), con Gerli por las calles Gutenberg, De la Serna, Av. Hipólito Yrigoyen y Brasil, y con Valentín Alsina (partido de Lanús) por la Av. Bernardino Rivadavia y las calles Chile y Valparaíso.
Parques y lugares de entretenimiento
Alrededor de todo el distrito se pueden encontrar aproximadamente 8 plazas, conocidas como:
• Plaza Aníbal Villaflor
• Plaza Marcelino Ugarte (conocida coloquialmente como "plaza del cohete" o "plaza Rivadavia". El primero debido a un tobogán con forma de cohete, y el segundo apodo debido a su ubicación, ya que se encuentra frente la avenida Rivadavia).
• Plaza Antonio López
• Plaza José Mármol
• Parque Arenales
• Plaza Santa Catalina de Alejandría
• Plaza Pobladora
• Plaza Teófilo Iglesias.
Se pueden realizar paseos al aire libre a través del Paseo del Ferrocarril, o a través del Camino de la Ribera, los cuales han sido renovados y modificados para mejorar la calidad del paseo.

## Sanidad y asistencia
- Unidad Sanitaria N.º 18: Moisés Lebensohn 941 - Tel.: (011) 4208-0523

- Centro Asistencial de Día Sagrada Familia de Nieves: México 280 (Se aceptan donaciones de alimentos y ropa)

- Hogar de Niños “Pelota de Trapo” y “Juan Salvador Gaviota”: Uruguay 222

## Asociaciones culturales
- Encuentro de Escritores de Avellaneda E.D.E.A.

- Fundación Milton

- La Estación Asociación Civil[3]

- Casa de la Cultura

- La voz de Piñeiro

- Centro de Estudios Políticos, Sociales y Culturales Palabra Viva[4]

- Biblioteca Veladas de Estudio

## Industrias
En 1880 se instalaron las primeras fábricas de jabones y velas.
A lo largo de siglo XX hubo importantes establecimientos fabriles como Cristalux, Tamet, Berra, Siam, Gurmendi, Ferrum y Llauró, que impulsaron su crecimiento.
Hoy por hoy debido a las políticas económicas aplicadas por los sucesivos gobiernos tanto de facto como democráticos, que desarticularon el modelo industrial que el país sostuvo durante muchos años, impactaron en Piñeiro de forma negativa, llevando a las fábricas mencionadas a cerrar sus puertas. Hoy algunas han reabierto gracias a las cooperativas.
En la década de 1960 se estableció la famosa fábrica  de cocinas industriales Cambon y Cia, la cual cerro sus persianas a mediados de 2024.

## Educación superior
- Instituto Superior de formación Docente Nª1 (I. S. F. D. Nª1)
- Universidad Nacional de Avellaneda, Sede Piñeiro
- CENS 452 (M.16)

## Delegación del Municipio
- Delegación  Villa Porvenir - Piñeyro
- Delegado: Ximena Yacoy

## Bibliotecas
- Biblioteca Popular Veladas de Estudio: Entre Ríos 731

- José Mármol: Paraguay 1002

- Bernardino Rivadavia: Lebensohn 965

- Presidente Avellaneda: Villegas 15

- Virgilio Saraceni: Pagola 154

- Biblioteca Popular Nicolás Avellaneda: Isleta 1951

## Sociedades de Fomento y Clubes
- Sociedad de Fomento Francisco Pienovi: Oliden y Rivero[5]

- Club Atlético Sudamérica: Entre Ríos 1870

- Club de Regatas de Avellaneda: Cnel Manuel Rosetti 501 y Tte. Coronel Guiffra

- Club Peñarol de la Mosca: Santiago del Estero 1873

- Club Soc. y Dep. Orientación Juvenil: Santa Fe 1849

- Club Soc. y Dep. Rioja:  La Rioja 1887

- Club Soc. y Dep. Sol Argentino: Moisés Lebensohn 829

- Club Soc. y Dep. la Unión:  Galicia 588,

- Club Soc. y Dep. Progresista: Rivadavia

- Club Soc. y Dep. Amado Nervo

- Aquaclub, Pileta Climatizada: Perú 1988